# Francis Songo
Francis Songo (12 ottobre 1968) è un ex calciatore malawiano, di ruolo attaccante.

## Carriera

### Club
Songo vestì la maglia dei norvegesi dello Strindheim nel 1995. Giocò una sola partita nell'Eliteserien: l'11 giugno, infatti, subentrò a Per Morten Haugen nella sconfitta per 3-0 in casa dello Stabæk.

### Nazionale
Tra il 1994 e il 1995, rappresentò il Malawi in 7 occasioni.